# Артилерійський вогонь

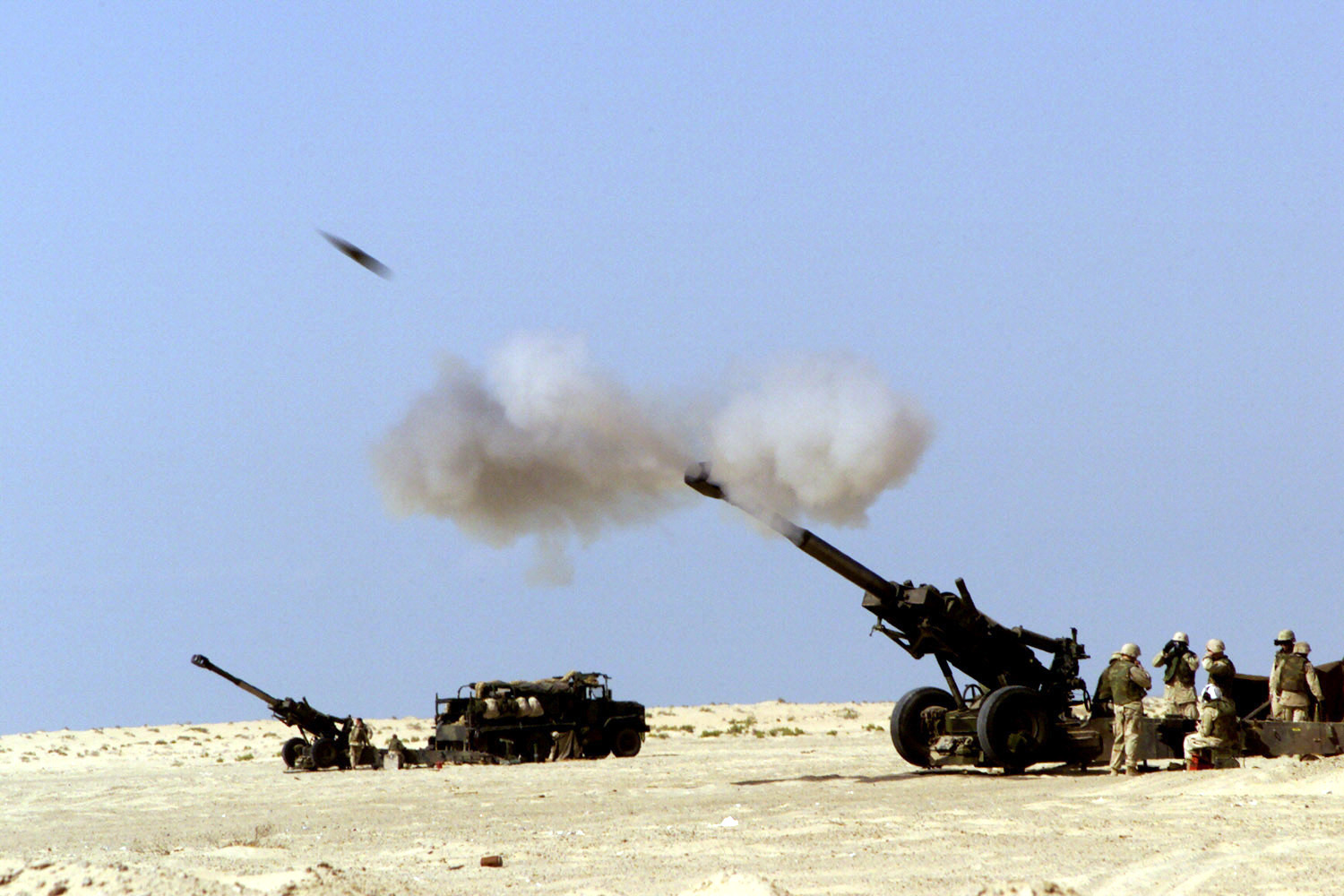
155-мм гаубиці M198 ведуть артилерійський вогонь. США

Артилері́йський вого́нь — вплив на противника артилерійськими снарядами різного призначення з нанесенням йому втрат в живій силі, озброєнні і техніці, морального придушення, руйнування оборонних споруд, а також виконання спеціальних завдань — створення осередків пожеж, освітлення або задимлення місцевості, мінування місцевості, залистування агітаційними матеріалами тощо.
Ведеться прямою наводкою, із закритих і напівзакритих вогневих позицій. Найбільша ефективність артилерійського вогню досягається його масуванням, раптовістю, своєчасністю, точністю.
Велике значення мають маневр вогнем, гнучкість і стійкість управління ним. Артилерійський вогонь ведеться окремими гарматами, взводами, батареями або одночасно декількома артилерійськими підрозділами і частинами по одній або групі цілей, як спостережуваних, так і не спостережуваних з наземних спостережних пунктів.
Артилерійський вогонь може вестися на знищення, руйнування, придушення або виснаження.
- Знищення — завдання такої поразки противникові, при якому він повністю втрачає боєздатність.
- Руйнування  — приведення оборонних споруджень противника в непридатний для подальшого бойового використання стан.
- Придушення  — тимчасове позбавлення противника боєздатності.
- Виснаження  — турбуючий вогонь з метою морально-психологічної дії на живу силу противника.

Для ураження застосовують різні види артилерійського вогню:
- - вогонь по цілі,
  - зосереджений вогонь,
  - нерухомий загороджувальний вогонь,
  - рухомий загороджувальний вогонь
  - послідовне зосередження вогню,
  - вогневий вал
  - масований вогонь.

Залежно від темпу, розрізняють стрільбу одиночними пострілами, методичним вогнем, швидким вогнем (з максимальним темпом, але не в збиток точності наведення) і залпами.
Вогонь на враження може вестися після попередньої пристрілки або без неї; на однією або декількома установках прицілу і кутоміра; батареями, дивізіонами внакладку або з розподілами по цілях. Для швидкого ураження цілей застосовуються вогневі нальоти.
Артилерійський вогонь готується завчасно або в ході бою, у міру виявлення цілей і відкривається за викликом загальновійськових або артилерійських командирів.